# El Roble de Puntarenas
El Roble es un distrito del cantón de Puntarenas, en la provincia de Puntarenas, de Costa Rica.
Junto con los distritos de Puntarenas y Chacarita conforma la ciudad de Puntarenas.
Deporte
El beisbol es el deporte más seguido y practicado por los robleños. El equipo Robleña Puntarenas es el máximo ganador de novenas en Costa Rica.
El estadio de la Mancomunidad se construyó en 2020 y es la casa actual del equipo con estandares de grandes ligas.

## Historia
El Roble fue creado el 14 de septiembre de 1999 por medio de Ley 7909.

## Geografía
El Roble cuenta con un área de 7,93 km² y una altitud media de 4 m s. n. m.

## Demografía
Para el año 2022, El Roble cuenta con una población estimada de 23 953 habitantes, y para el último censo efectuado, en 2011, El Roble contaba con una población de 15 759 habitantes.

## Localidades
- Barrios: Boca de Barranca, Chagüite, El Roble.

## Transporte

### Carreteras
Al distrito lo atraviesan las siguientes rutas nacionales de carretera:
- Ruta nacional 17
- Ruta nacional 23